# لیتلپورت، کمبریج‌شر
لیتلپورت (به انگلیسی: Littleport) یک روستا و محله مدنی در بریتانیا است که در کمبریج‌شر شرقی واقع شده‌است. لیتلپورت ۸٬۷۳۸ نفر جمعیت دارد.